# وادي الجمعة (بومرداس)
وادي الجمعة هو مجرى مائي ينبع من جبال الخشنة ويسري في منطقة القبائل ليصب في وادي يسر ثم في البحر الأبيض المتوسط مرورا بولاية بومرداس.

## الوصف
يُعتبر وادي الجمعة أهم مجرى مائي في المستجمع المائي جنوب مدينة يسر في ولاية بومرداس، وتصل مساحة هذا الحوض الهيدروغرافي إلى نحو 50 كيلومتر مربع في «جبال الروافع».
وتنحدر الشعاب المكونة لهذا الوادي من ارتفاع 800م لتلتقي مع «وادي الشراقة» ما بين بلديتي شعبة العامر وتيمزيت، لتواصل مياه هذا الوادي الانحدار إلى غاية مصبه في وادي يسر مرورا بمدينة يسر.
وتساهم الينابيع الجبلية الكثيرة، بالإضافة إلى مياه الأمطار وذوبان الثلوج، في تجميع مياه هذا المجرى المائي الهام في ولاية بومرداس.
يقطع وادي الجمعة وسط مدينة يسر ليصب في وادي يسر، باعتباره أحد روافده، ضمن إقليم بلدية برج منايل المجاورة لها.

## المسار
يمر «وادي الجمعة» عبر ولاية جزائرية ساحلية واحدة في جبال الخشنة.
| رقم | ولاية بومرداس |
| --- | ------------- |
| 01  | شعبة العامر   |
| 02  | تيمزريت       |
| 03  | يسر           |
| 04  | برج منايل     |

## الطرقات
يتقاطع «وادي الجمعة» مع العديد من الطرق أثناء مساره.
| رقم | ولاية بومرداس          | الإحداثيات |
| --- | ---------------------- | ---------- |
| 01  | الطريق الوطني رقم 12   |            |
| 02  | الطريق الوطني رقم 68   |            |
| 03  | الطريق الولائي رقم 151 |            |

## التلوث
تضرر وادي الجمعة من التلوث المائي والصلب الناتج عن التوسع الحضري لمدينة يسر وضاحيتها.
ذلك أن المواد الصلبة والهامدة قد ضيقت قاع مجرى الوادي على طول مدينة يسر، بالإضافة إلى مياه الصرف الصحي التي حولته إلى مصدر للروائح الكريهة والحشرات الضارة.

## الفيضانات
تتسبب مياه الأمطار القادمة من بلديتي شعبة العامر وتيمزريت في فيضان وادي الجمعة خلال الفصل الماطر، وتؤدي أحيانا إلى غرق مدينة يسر، ويعود سبب الفيضان في ردم مجمع مياه الأمطار بالأتربة والحجارة.
فقد عاشت هذه المدينة فيضانات عارمة خلال سنوات 1973م، 2002م ثم 2007م اجتمعت فيها مياه وادي الجمعة مع وادي يسر لتغرق طرقاتها.
ومع تكرار هذه الحوادث فإن تهيئة مجرى وادي الجمعة انطلاقا من أعالي مدينة يسر إلى غاية مصبه في وادي يسر يقتضي تنظيفا دوريا له من الردوم والمواد الصلبة الهامدة أثناء فصل الصيف لتفادي مخاطر أمطار الخريف الفجائية والغزيرة · .
ذلك أن جسور الطريق الوطني رقم 12 والطريق الوطني رقم 68 قد سمحت بعد إنجازها من تفادي توقيف سير العربات نحو مدينتي تيزي وزو والجزائر العاصمة أثناء فيضان وادي الجمعة، إلا أن مدينة يسر تنتظر برنامجا هاما لحمايتها من أخطار الفيضانات المتكررة، ومنها فيضانَا سنتي 2017م و2018م · .
وكان مشروع تهيئة وادي الجمعة لحماية مدينة يسر من الفيضانات قد انطلق خلال عام 2012م، إلا أنه منذئذ قد بقي في مرحلة الدراسات دون الوصول إلى التجسيد الفعلي · .
ويعود أصل المشكل في كون مدينة يسر قد توسعت حضريا نحو الشمال بمحاذاة مجرى وادي الجمعة في حين أن نواة المدينة القديمة قد تم بناؤها على سفوح جبال شعبة العامر بعيدا عن أخطار الفيضانات · .

## مشروع السد المائي
تم خلال عام 2014م استلام دراسة مشروع إنجاز سد مائي على مجرى وادي الجمعة بسعة 176 مليون متر مكعب.
فقد تم تسجيل هذا المشروع ضمن المخطط الخماسي 2010م-2014م لوزارة الموارد المائية الجزائرية بميزانية إنجاز أولية قدرها 20 مليار دينار جزائري.
وتم تكليف الوكالة الوطنية للسدود والتحويلات بالإشراف على تجسيد وإنجاز هذا السد المائي الكبير قصد تموين ولايات بومرداس والبويرة والجزائر بكميات كافية من المياه الصالحة للشرب يوميا.
وكانت الدراسة الأولية قد بينت أهمية هذا المشروع لتلبية الاحتياجات المتزايدة لولاية بومرداس وما جاورها من المياه في آفاق عام 2030م، بالإضافة إلى مشاريع أخرى لرفع الطمي عن سد قدارة مع سد بني عمران في انتظار تجديد سد الثنية وسد شندر.

### مواضيع ذات صلة
- المجاري المائية في الجزائر
- قائمة أنهار الجزائر
- وزارة الموارد المائية الجزائرية
- نظام مائي للوديان
- نظام مطري للوديان
- الأطلس التلي
- جبال الخشنة
- ولاية بومرداس
- قائمة شواطئ الجزائر
- قائمة شواطئ العالم
- السياحة في الجزائر
- قائمة أهم المعالم السياحية في العالم

### وصلات خارجية
- وكالة حماية ساحل ولاية الجزائر
- وزارة الموارد المائية الجزائرية
- موقع ولاية بومرداس

### فيديوهات
- فيضان "وادي الجمعة" وسط "مدينة يسر" في ديسمبر 2017م على يوتيوب
- فيضان "وادي الجمعة" وسط "مدينة يسر" في أكتوبر 2018م على يوتيوب